# Aloe albida
Aloe albida es una especie del género Aloe. Es originaria de Sudáfrica.

## Características
Es una planta suculenta pequeña con flores blancas que crece sola o en pequeños grupos. Las hojas como todos los áloes, agrupadas en rosetas, tienen el tacto ceroso, son de color verde-gris azulado pálido, largas y estrechas, midiendo 15 cm de longitud y 5 mm de ancho. Tiene una simple inflorescencia de 9–15 cm de pequeñas flores blancas.
Es similar en tamaño a Aloe sundersiae y similar en las flores a Aloe myriacantha, aunque la planta es más grande y las flores de color rosa. (Reynolds 1950).
Su nombre botánico proviene del latín "albidus" que significa "blanco" y se le asigna por el color de sus flores.

## Distribución y hábitat
Su hábitat natural son zonas de  Sudáfrica donde crece en zonas de montaña, en praderas o en zonas rocosas.
Esta especie tiene un estado de conservación de VU (evaluación preliminar de SANBI del Programa de Especies Amenazadas) como resultado de la reciente disminución de la población. Los descensos son como consecuencia de la destrucción del hábitat a través de la desforestación, invasión de malas hierbas y de las operaciones de explotación forestal. Otra amenaza que conduce a la disminución de la población es la recolección excesiva de las poblaciones naturales.
Aloe albida se encuentra en las montañas en Barberton en Mpumalanga a la frontera norte, así como en algunas partes de Suazilandia. Esta especie se encuentra en los pastizales de montaña, donde se producen nieblas. Las plantas se pueden encontrar en bolsas de suelo o entre las grietas entre el húmedo musgo de las rocas.

## Cultivo
Aloe albida crece bien en cultivo bajo las circunstancias adecuadas. Esta especie crece bien en macetas de terracota y es una ideal planta de maceta. Según Craib (2005) la forma más fácil de propagar esta especie es utilizando retoños o semillas. Es importante sembrar en los meses de primavera, dando una oportunidad a las plantas de semillero para establecerse antes de que comience el calor del verano.
Las semillas deben germinar dentro de 2-4 semanas. Sin embargo, algunas semillas no germinan en el primer año después de haber sido sembrada. Asegúrese de que las plantas reciben suficiente agua, pero tenga cuidado de no dejarlos demasiado húmedo ya que esto puede dar lugar a infecciones por hongos.

## Taxonomía
El género fue descrito por (Stapf) Reynolds y publicado en Journal of South African Botany 13: 101. 1947.
Etimología
Ver: Aloe
albida: epíteto latino  que significa "blanca".
Sinonimia
- Leptaloe albida Stapf, Bot. Mag. 156: t. 9300 (1933). basónimo
- Aloe kraussii var. minor Baker in W.H.Harvey & auct. suc. (eds.), Fl. Cap. 6: 306 (1896).
- Aloe myriacantha var. minor (Baker) A.Berger in H.G.A.Engler (ed.), Pflanzenr., IV, 38: 167 (1908).[4]